# Rhophitulus obscurigaster
Rhophitulus obscurigaster is een vliesvleugelig insect uit de familie Andrenidae. De wetenschappelijke naam van de soort is voor het eerst geldig gepubliceerd in 1909 door Vachal.